# Spofford (Texas)
Spofford es una ciudad ubicada en el condado de Kinney en el estado estadounidense de Texas. En el Censo de 2010 tenía una población de 95 habitantes y una densidad poblacional de 152,83 personas por km².

## Geografía
Spofford se encuentra ubicada en las coordenadas 29°10′23″N 100°24′41″O / 29.17306, -100.41139. Según la Oficina del Censo de los Estados Unidos, Spofford tiene una superficie total de 0.62 km², de la cual 0.62 km² corresponden a tierra firme y (0%) 0 km² es agua.

## Demografía
Según el censo de 2010, había 95 personas residiendo en Spofford. La densidad de población era de 152,83 hab./km². De los 95 habitantes, Spofford estaba compuesto por el 87.37% blancos, el 1.05% eran afroamericanos, el 0% eran amerindios, el 0% eran asiáticos, el 0% eran isleños del Pacífico, el 4.21% eran de otras razas y el 7.37% pertenecían a dos o más razas. Del total de la población el 63.16% eran hispanos o latinos de cualquier raza.